# دابا (لیائونینگ)
دابا (به لاتین: Daba) یک منطقهٔ مسکونی در چین است که در Fuxin Mongol Autonomous County واقع شده‌است.